# Поповка (посёлок, Дмитровский городской округ)
Поповка — посёлок в Дмитровском районе Московской области, в составе Сельского поселения Габовское.

## География
Посёлок расположен в юго-западной части района, примерно в 23 км на юго-запад от Дмитрова, на малой речке Чернуха (правый приток Каменки, бассейн Волгуши), высота центра над уровнем моря 218 м. Ближайшие населённые пункты — Дмитровка на юго-востоке и Удино на востоке.

## История
До 2006 года Поповка входила в состав Каменского сельского округа.
Постановлением Губернатора Московской области от 21 февраля 2019 года № 75-ПГ категория населённого пункта изменена с «деревня» на «посёлок».
В окрестностях Поповки снималась большая часть батальных и пейзажных сцен фильма Эльдара Рязанова «Гусарская баллада».

## Население
| 2002 | 2006 | 2010 |
| ---- | ---- | ---- |
| 121  | ↘119 | ↗133 |